# Follow the Leader (álbum de Korn)
Follow the Leader es el tercer álbum de estudio de la banda de nu metal estadounidense KoЯn, lanzado el 18 de agosto de 1998 a través de las discográficas Immortal y Epic Records. El material discográfico fue un éxito en los Estados Unidos, debido a que se vendieron más de 5 000 000 de unidades, y unas 14 000 000 a nivel mundial. En Canadá, Australia y Nueva Zelanda también recibió la aceptación del público, por el hecho de haber liderado las listas de ventas comerciales.
Los comentarios de la crítica y los medios especializados fueron relativamente favorables. David Fricke de la revista Rolling Stone, comentó que el enojo y la furia son parte del disco, que cuando lo escuchas, «lo único que puedes hacer es ponerte de pie y gritar, ¡Qué mierda!, ¡Qué mierda!, ¡Qué mierda!». Según Fricke, «han publicado su mejor álbum alternativo». Mientras que Jim Farber de Entertainment Weekly fue más trascendente al afirmar: «el resultado final demuestra que Korn es el movimiento más grande de música metal de los años 1990». Ocupó la primera posición de la lista Billboard 200 y se mantuvo durante un periodo de 89 semanas. Además, obtuvo doce certificaciones de platino por distintas asociaciones discográficas. El sencillo más exitoso del álbum fue «Freak on a Leash», debido a que ganó un premio Grammy y otros reconocimientos; también por el hecho de haber obtenido una certificación de oro en Australia. El video contiene imágenes animadas y algunas escenas grabadas en vivo.
En otoño de 1998, la banda emprendió su propia gira musical llamada Family Values Tour. Los festivales también contaron con la presencia de otras agrupaciones importantes como Ice Cube, Rammstein, Orgy, Limp Bizkit, Incubus, entre otros. Según Stephen Thomas Erlewine, crítico del portal web Allmusic, la gira Family Values Tour «fue un éxito». Mientras que Jonathan Davis, vocalista y líder de la banda, valoró de forma positiva la gira al expresar: «Nosotros estamos creando algo de la historia del rock con esta gira». El álbum aparece en el libro 1001 álbumes que hay que escuchar antes de morir.

## Producción

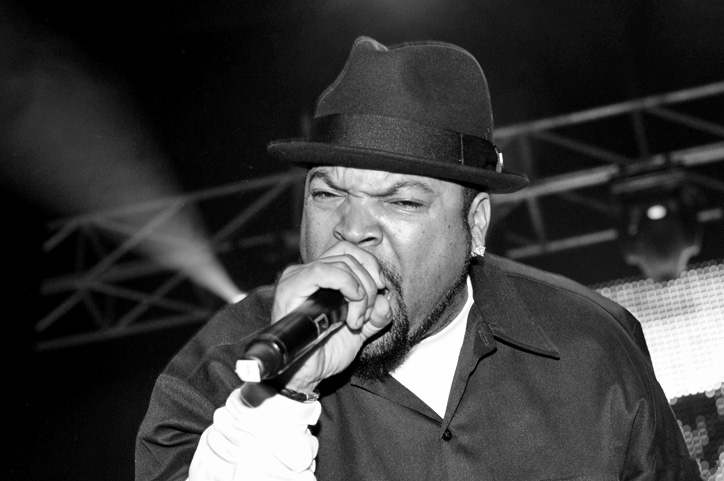
Ice Cube colaboró en este trabajo musical.

A principios de 1998, la banda volvió al estudio para grabar su tercer álbum de estudio, Follow the Leader. A pesar de que Korn quedó impresionado por el trabajo que había realizado el productor Ross Robinson, en sus anteriores álbumes, finalmente decidieron trabajar con Steve Thompson y Toby Wright. Fue una decisión muy difícil, pero en definitiva, Jonathan Davis habló con Robinson: «Ross, hemos hecho dos álbumes contigo. Eran grandiosos, pero es momento para que nosotros continuemos». Sin embargo, Robinson estuvo al lado de Jonathan Davis como instructor vocal. La banda ofreció a sus seguidores la opción de ver el trabajo que se realizaba en el estudio. Gran parte de la grabación del material fue transmitido en un programa semanal vía Internet llamado «KornTV», donde también se publicaron algunas entrevistas y conciertos. Las emisiones sobre los acontecimientos de su tercer disco se emitieron en horas de la tarde. La idea de mostrar a los fans el material en vivo fue un éxito, debido a que la empresa proveedora de los servicios de Internet registró una destacable presencia por parte de los usuarios. Una vez mostrado todos los pormenores del material, el quinteto californiano decidió emprender un viaje para promocionar el disco; viajaron por su país de origen.
Durante el proceso de grabación, Davis valoró positivamente la idea de incluir ritmos y sonidos de otros géneros, como el hip hop y rap. Ante esto, Davis se vio motivado y empezó a realizar algunas mezclas. La idea en un principio no fue del todo favorable, por lo que el vocalista expresó sus sensaciones: «Cuando escuchamos las primeras mezclas, sonaba extraño». Ante la idea de fusionar diversos sonidos, la agrupación finalmente estableció contactos con varias personalidades del mundo cinematográfico y musical. Entre ellos, el actor y rapero Ice Cube, quien colaboró en la canción «Children of the Korn», Fred Durst en «All in the Family», Slimkid3 en «Cameltosis» y Cheech Marin en el tema «Earache My Eye». Por otra parte, los artistas Greg Capullo y Todd McFarlane fueron los encargados de diseñar la carátula del disco. Mientras que la agrupación musical Disturbed tomó como base la portada de este material y la implementó en su trabajo Ten Thousand Fists, en 2005. La portada del CD aparece en el video musical de «Freak on a Leash».

## Contenido lírico

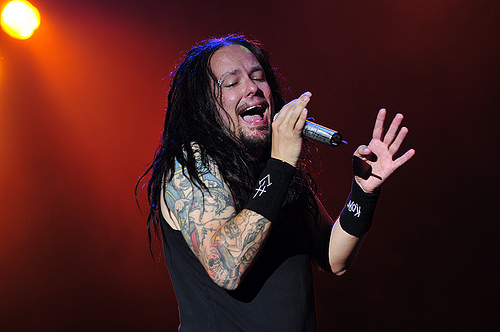
Follow the Leader contiene versos líricos interpretados por Jonathan Davis.

El álbum contiene veinticinco pistas (las primeras doce son espacios silenciosos de cinco segundos de duración), mientras que la gran mayoría presenta más de cuatro minutos. Comprende cinco sencillos: «All in the Family», «Got the Life», «B.B.K.», «Children of the Korn» y «Freak on a Leash», siendo este último el más destacado, por haber ganado un Grammy y dos MTV Video Music Awards. La crítica dijo que el material presenta sonidos agresivos, acompañados de riffs intensos y de voces desgarradoras por parte de Jonathan Davis. Según la revista estadounidense Entertainment Weekly, «las letras de Davis proporcionan una nueva mezcla de metal y restos de rock alternativo». También destaca la voz del líder al afirmar que demuestra sus grandes habilidades vocales, debido a que puede «cantar a dos voces». El disco está marcado por el género nu metal, pero también comprende otros ritmos y sonidos como el metal alternativo, hip hop y rap metal.
Follow the Leader continúa con el mismo estilo lírico de otros trabajos anteriores, según el concepto de la crítica. La canción «Freak on a Leash» se caracteriza por la inclusión de técnicas como la disonancia y la distorsión, acompañada de gran variedad de efectos musicales. Es un tema donde se fusionan diversos géneros como rap metal, heavy metal y death metal. Fue dirigido por cinco directores y se puede encontrar gran cantidad de elementos recurrentes a lo largo de la canción. Al video se le incorporan imágenes animadas y escenas grabadas en vivo y «combina efectos especiales y movimientos inteligentes de cámara», según las palabras de Valerie Faris, uno de los directores del cortometraje.
«Got the Life», otro de los sencillos, es la pista más corta del CD, con una duración de tres minutos con cuarenta y cinco segundos. Comienza con un ritmo de percusión, acompañado de varios riffs de guitarra. Cuando surgen los versos, el cantante Jonathan Davis comienza a cantar con líneas líricas. «All in the Family» es una pista escrita y grabada por Korn, con la colaboración de Fred Durst, vocalista de la banda Limp Bizkit. Fusiona elementos propios del rock y hip hop, con sonidos distorsionados por parte de las guitarras y el bajo. «B.B.K.» y «Pretty» son pistas pesadas, cargadas de un «ambiente siniestro».

## Promoción

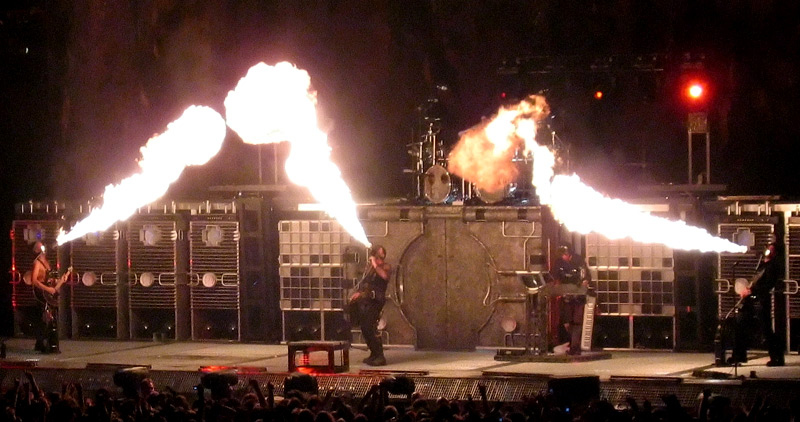
El grupo alemán Rammstein integró la gira llamada «Family Values Tour» en 1998.

Follow the Leader es considerado uno de los trabajos más importantes, debido a que ayudó a consolidar y expandir los sonidos del género nu metal, según la perspectiva de varios críticos. El álbum se publicó el 18 de agosto de 1998. y fue galardonado con cinco discos multiplatinos en Estados Unidos. En otoño de 1998, la banda comenzó una gira musical llamada «Family Values Tour». Los festivales también contaron con la presencia de otras agrupaciones importantes como Ice Cube y Rammstein que se unieron como parte del tour. Orgy, Limp Bizkit, Incubus, entre otras, también estuvieron presente. Según Stephen Thomas Erlewine, crítico del portal web Allmusic, la gira Family Values Tour «fue un éxito».
Los festivales fueron el punto de partida para que bandas como Rammstein y Orgy obtuvieran reconocimientos por parte del público. El grupo alemán recibió la certificación de oro en los Estados Unidos, por el álbum Sehnsucht. El sencillo «Du hast» fue una de las canciones interpretadas por la agrupación durante los conciertos. Mientras que Orgy le fue otorgada la certificación de platino por parte de la RIAA, por el álbum debut Candyass. «Blue Monday» y «Stitches» fueron algunas de las canciones entonadas. La banda anfitriona recitó varias canciones de sus anteriores álbumes como «Ball Tongue», «Faget», «Kill You», entre otras.
El tour duró un mes y una semana; el último concierto se realizó el 31 de octubre. En total, las agrupaciones realizaron veintisiete presentaciones, mientras que el valor de los recaudos excedió los 6 000 000 de dólares. El vocalista de Korn, Jonathan Davis, valoró de forma positiva la gira al expresar: «Nosotros estamos creando algo de la historia del rock con esta gira». John Scher, un funcionario que trabajó en la parte de entretenimiento y estuvo en las presentaciones de los conciertos también expresó sus sensaciones: «La gira Family Values Tour no era más que un gran éxito comercial, pero más importante aún, todo un éxito con los aficionados. Yo creo que, en gran medida, nosotros hemos logrado lo que nos propusimos: la creación de una noche de diversión, salvaje, con un ambiente único y una increíble música».

## Recepción
Stephen Thomas Erlewine de Allmusic dijo que fue un trabajo poco innovador, debido a que la banda continuó con el mismo sonido de otros discos: «es un eficaz seguimiento de sus dos primeros álbumes de metal». Sin embargo, resaltó el sonido de las guitarras de Brian Welch y James Shaffer al argumentar que ellos «encontraron suficientes variaciones tonales a lo largo del disco para mantener el interés». David Fricke de la revista Rolling Stone, comentó que el enojo y la furia son parte del disco, que cuando lo escuchas, «lo único que puedes hacer es ponerte de pie y gritar, ¡Qué mierda!, ¡Qué mierda!, ¡Qué mierda!». Según Fricke, «han publicado su mejor álbum alternativo». Jim Farber de Entertainment Weekly dijo que el CD ilustra una temática entretenida, pero que en ciertos momentos puede contener un ambiente tenso y perturbado. Farber asegura que gran parte de los sonidos descritos obedecen a fusiones de géneros. Entre los sonidos que van desde riffs pesados y hip hop, mostrados en la canción «Children of the Korn», hasta la inclusión de la música disco en el sencillo «Got the Life». Una de sus frases enmarcó el trabajo realizado al afirmar: «el resultado final demuestra que Korn es el movimiento más grande de música metal de los años 1990». Mientras que el escritor y crítico Robert Christgau dijo que el vocalista Jonathan Davis «interpreta canciones aburridas», y que por momentos canta de forma «hipercativa».
Follow the Leader ocupó la primera posición en la lista de ventas estadounidense, canadiense y neozelandesa. Obtuvo cinco certificaciones de platino por parte de la RIAA, luego de superar las 5 000 000 de unidades, el 15 de marzo de 2002. También recibió otras seis certificaciones de platino en Canadá y Australia por superar 300 000 y 240 000 copias respectivamente. El álbum aparece en el libro 1001 álbumes que hay que escuchar antes de morir.
Por otra parte, el sencillo «Freak on a Leash» fue reconocido por el público en general como la mejor canción del disco, luego de ganar un premio Grammy en la categoría de mejor video musical, y dos MTV Video Music Awards, en las categorías de mejor montaje y mejor video de rock, en 1999. Elegida como una de las 40 canciones más grandiosas del metal según el canal VH1. En 1999 ganó el premio como mejor video musical del año por la revista Metal Edge, luego de una encuesta realizada a los suscriptores del semanario y estuvo entre los diez mejores sencillos del mismo año, según la revista estadounidense Spin.

## Lista de canciones
Todas las canciones escritas y compuestas por KoЯn. 
| N.º   | Título                                              | Duración |  |
| 1.    | «[Silence]»                                         | 0:05     |  |
| 2.    | «[Silence]»                                         | 0:05     |  |
| 3.    | «[Silence]»                                         | 0:05     |  |
| 4.    | «[Silence]»                                         | 0:05     |  |
| 5.    | «[Silence]»                                         | 0:05     |  |
| 6.    | «[Silence]»                                         | 0:05     |  |
| 7.    | «[Silence]»                                         | 0:05     |  |
| 8.    | «[Silence]»                                         | 0:05     |  |
| 9.    | «[Silence]»                                         | 0:05     |  |
| 10.   | «[Silence]»                                         | 0:05     |  |
| 11.   | «[Silence]»                                         | 0:05     |  |
| 12.   | «[Silence]»                                         | 0:05     |  |
| 13.   | «It's On!»                                          | 4:28     |  |
| 14.   | «Freak on a Leash»                                  | 4:15     |  |
| 15.   | «Got the Life»                                      | 3:45     |  |
| 16.   | «Dead Bodies Everywhere»                            | 4:44     |  |
| 17.   | «Children of the Korn» (con Ice Cube)               | 3:52     |  |
| 18.   | «B.B.K.»                                            | 3:56     |  |
| 19.   | «Pretty»                                            | 4:12     |  |
| 20.   | «All in the Family» (con Fred Durst de Limp Bizkit) | 4:48     |  |
| 21.   | «Reclaim My Place»                                  | 4:32     |  |
| 22.   | «Justin»                                            | 4:17     |  |
| 23.   | «Seed»                                              | 5:54     |  |
| 24.   | «Cameltosis» (con Tre Hardson)                      | 4:38     |  |
| 25.   | «My Gift to You»                                    | 7:13     |  |
| 70:08 |                                                     |          |  |

## Posicionamiento en las listas

### Álbum
| Año  | Trabajo           | Posicionamiento en listas | Posicionamiento en listas | Posicionamiento en listas | Posicionamiento en listas | Posicionamiento en listas   | Posicionamiento en listas | Posicionamiento en listas | Posicionamiento en listas | Posicionamiento en listas | Posicionamiento en listas | Posicionamiento en listas | Posicionamiento en listas | Posicionamiento en listas | Posicionamiento en listas | Posicionamiento en listas |
| ---- | ----------------- | ------------------------- | ------------------------- | ------------------------- | ------------------------- | --------------------------- | ------------------------- | ------------------------- | ------------------------- | ------------------------- | ------------------------- | ------------------------- | ------------------------- | ------------------------- | ------------------------- | ------------------------- |
| Año  | Trabajo           | Bandera de Estados Unidos | Bandera de Canadá         | Bandera de Austria        | Bandera de Francia        | Bandera de los Países Bajos | Bandera de Bélgica        | Bandera de Suecia         | Bandera de Finlandia      | Bandera de Noruega        | Bandera de Australia      | Bandera de Nueva Zelanda  | Bandera de Hungría        | Bandera de Alemania       | Bandera del Reino Unido   | Bandera de Japón          |
| 1998 | Follow the Leader | 1                         | 1                         | 7                         | 5                         | 7                           | 13                        | 24                        | 4                         | 5                         | 1                         | 1                         | 7                         | 12                        | 5                         | 27                        |

### Sencillos
| Bandera de Estados Unidos | Bandera de Canadá  | Bandera de los Países Bajos | Bandera de Australia | Bandera de Nueva Zelanda | Bandera de Alemania | Bandera del Reino Unido |    |    |
| 1998                      | «Freak on a Leash» | 10                          | 25                   | 23                       | 22                  | 43                      | 58 | 24 |
| 1998                      | «Got the Life»     | 15                          | 1                    | —                        | 26                  | —                       | —  | 23 |

- Nota: La lista estadounidense hace referencia al Mainstream Rock Tracks.

## Certificaciones discográficas

### Álbum
| Organismo | Certificación | Ventas    |
| --------- | ------------- | --------- |
| RIAA      | 5x Platino    | + 5 000   |
| CRIA      | 3x Platino    | + 300 000 |
| ARIA      | 3x Platino    | + 240 000 |
| RIANZ     | Platino       | + 15 000  |

### Sencillos
| Organismo | Trabajo            | Certificación | Ventas   |
| --------- | ------------------ | ------------- | -------- |
| ARIA      | «Freak on a Leash» | Oro           | + 35 000 |
| ARIA      | «Got the Life»     | Oro           | + 35 000 |

## Créditos
| Korn / Artistas adicionales - Jonathan Davis - Gaita, voz - Reginald Arvizu - Bajo - James Shaffer - Guitarra - Brian Welch - Guitarra, voz - David Silveria - Batería - Fred Durst - Voz - Ice Cube - Voz - Tré Hardson - Voz - Cheech Marin - Voz - Thomas Kornacker - Intérprete | Producción - Steve Thompson - Producción - Toby Wright - Producción - Chris Baird - Producción - Brent Ashe - Diseño de portada - Greg Capullo - Arreglos, dirección artística - Todd McFarlane - Arreglos, dirección artística - Joseph Cultice - Fotografía - Tommy D. - Programación - John Ewing, Jr. - Asistente de ingeniería - Terry Fitzgerald - Ejecutivo musical - Aimee MacAuley - Asesor - Stephen Marcussen - Masterización - Brendan O'Brien - Mezcla - Michael Oppenheim - Dirección - Paul Pontius - A&R - Gene Salomon - Representación - Don C. Tyler - Edición digital - Justin Z. Walden - Batería, programación |

## Nota
1. ↑  El video del sencillo «Freak on a Leash» se puede ver en la página web oficial de Korn en Youtube.
2. ↑  Las canciones «All in the Family», «B.B.K.» y «Children of the Korn» se lanzaron como sencillos promocionales.[29][30][31]